# فرانکلین (شهرستان شیبویگان، ویسکانسین)
فرانکلین (به انگلیسی: Franklin) یک منطقهٔ مسکونی در ایالات متحده آمریکا است که در شهرستان شیبویگان، ویسکانسین واقع شده‌است. فرانکلین ۲۴۱٫۱ متر بالاتر از سطح دریا واقع شده‌است.